# L'uomo dal tatuaggio rosso
L'uomo dal tatuaggio rosso è un romanzo di Raymond Benson pubblicato nel 2002. È la sesta ed ultima avventura su James Bond scritta da questo autore.
Naoshima ospita il The man with the red tattoo museum, un museo interamente dedicato a questo romanzo.

## Trama
Tigre Tanaka ha il compito di provvedere alla protezione dei Capi di Stato in arrivo a Tokyo per l'imminente G8 e chiede all'MI6 che affidi al suo amico James Bond la vigilanza sul Premier britannico. M chiede al suo agente migliore di approfittare dell'operazione per indagare sulla morte per una violenta forma influenzale di tutti i membri della famiglia di Peter McMahon, sposato con una giapponese e proprietario della CureLab, industria chimica con sede a Tokyo. All'obitorio di Londra qualcuno cerca di trafugare il corpo di una delle figlie, deceduta mentre era in viaggio per la capitale britannica.

Giunto a Tokyo, Bond cena nella residenza di Tigre Tanaka nel Parco Yoyogi. Il capo dei Servizi Segreti nipponici gli comunica di essere prossimo al pensionamento. Quindi lo informa riguardo al nuovo management della Yonai Enterprises, un colosso della chimica, fondato anni addietro da Goro Yoshida, ora noto terrorista. Il nuovo presidente è Yasutake Tsukamoto, che è anche kaicho (capo) della Ryujin-kai (cellula legata alla Yakuza). Prima della morte dei MacMahon, era impegnato nel cercare di acquistare la CureLab. Lo aggiorna anche sulla possibilità che l'azienda sia ereditata da Mayumi McMahon, figlia scapestrata di Peter, fuggita da casa per andare con una band di motociclisti.

Tanaka lascia Bond al Kabuki-cho (il quartiere a luci rosse) dove la sua aiutante, Reiko Temura, ha trovato il cadavere dell'ex fidanzato di Mayumi McMahon. I due iniziano una lunga indagine sull'assassinio che li porta in giro per i luoghi più caratteristici della capitale giapponese.
Shinji Fujimoto, amministratore delegato e presidente ad interim della CureLab, fa rapire Bond e lo tortura a suon di pugni per capire quali sono i suoi veri compiti. Ma 007 riesce a liberarsi e scopre che nei laboratori della CureLab si eseguono strani esperimenti sulle zanzare. I corpi dei MacMahon, all'autopsia, presentavano numerose punture del fastidioso insetto.

Il giorno successivo pedina Shinji Fujimoto ed ha la sensazione di essere inseguito da un kappa, un folletto verde assassino. Dopo averlo perso, lo ritrova senza vita: nessuna traccia della valigetta che aveva preso dal suo omologo alla Yonai Enterprises.

La notizia dell'assassinio dell'amministratore delegato si intreccia con quella che la Yonai Enterprises avrebbe acquistato la CureLab. Bond e Reiko prendono il treno per l'isola di Hokkaidō dove, a Noboribetsu, si trova il Centro di controllo vettori e zanzare della CureLab, mentre Tanaka parte per l'isola di Naoshima, località scelta per ospitare il G8.

Sul treno, Bond e Reiko sfogano l'amore nato durante le indagini. Quindi scoprono la presenza sul mezzo del kappa, che non è un folletto bensì Junji Kon, un killer nano. Lo tengono d'occhio ma il suo compito è semplicemente bloccare il treno in un tunnel per scendere ed allontanarsi dopo aver liberato delle zanzare assassine. Anche Bond scende per seguirlo, ma viene assalito dal kappa e, per sua fortuna, non riparte con il mezzo. Grazie all'aiuto della polizia, riesce a raggiungere Goryo-kaku e si reca all'ospedale dove Reiko è in fin di vita, punta da una zanzara. Muore poco dopo tra le sue braccia.

Devastato dal dolore, si reca a Sapporo dove pare si possa trovare Mayumi McMahon. Al Giardino della birra un agente gli comunica che si pensa che Goro Yoshida si nasconda nelle isole Curili, contese da anni tra Russia e Giappone. Quindi i due trovano la ragazza che è una delle pupe del Casanova club. Bond, fingendosi cliente, la informa dei fatti e l'aiuta a fuggire. I due partono per Noboribetsu.
Bond e Mayumi si intrufolano nei laboratori della CureLab ma sono intrappolati da Yasutake Tsukamoto. In videoconferenza, Bond è interrogato da Goro Yoshida in persona. Il terrorista ordina che i due siano imprigionati nella stanza degli insetti ma l'agente segreto riesce a provocare un'esplosione e a scappare, insieme alla ragazza.

Dopo averla messo in salvo, Bond raggiunge Tanaka a Naoshima. Durante il vertice, lo storico capo dei Servizi nipponici è colpito da un infarto che lo allontana dall'incarico e Bond assume il comando della Sicurezza. L'agente segreto scopre che kappa ha inserito negli impianti di aerazione capsule con zanzare e fa evacuare il luogo. Si mette poi a capo di un'operazione giapponese e rade al suolo il rifugio di Goro Yoshida alle isole Curili. Ma del terrorista non vi è nessuna traccia.

Mayumi accetta la pesante eredità e festeggia con un'intensa notte di amore con James Bond. Al mattino sono svegliati da Yasutake Tsukamoto che vorrebbe assassinarli. Fallisce nel suo intento ma riesce a scappare dalla polizia, solo per completare l'onore del suo amico di infanzia Goro Yoshida: lo aiuta a suicidarsi, prima di essere definitivamente catturato dalle autorità giapponesi.

### Personaggi principali
- James Bond
- Tigre Tanaka, capo del Koan-Chosa-Cho, già conosciuto in Si vive solo due volte di Ian Fleming.
- Yasutake Tsukamoto: kaicho della Ryujin-kai.
- Goro Yoshida: terrorista, già conosciuto in I sogni non uccidono dello stesso autore.
- Reiko Temura: agente del Koan-Chosa-Cho.
- Mayumi McMahon: figlia ribelle ed unica erede dei MacMahon.
- Shinji Fujimoto: amministratore delegato della CureLab.
- Junji Kon: killer.

## Opere collegate
- Il romanzo è ricco di riferimenti alla precedente avventura di 007 in Giappone: Si vive solo due volte di Ian Fleming.

## Edizioni
- Raymond Benson, L'uomo dal tatuaggio rosso, traduzione di Andrea Carlo Cappi, collana Segretissimo, Arnoldo Mondadori Editore, 2003,  p. 271.